# Aagtekerke (schip, 1724)
De Aagtekerke  was een 18e-eeuws spiegelretourschip van de Vereenigde Oostindische Compagnie (VOC) dat spoorloos verdween in 1726.
De Aagtekerke werd in 1724 in Middelburg voor de Kamer van Zeeland van de VOC gebouwd en had een laadvermogen van 850 ton. Het schip was omstreeks 145 voet lang. Het schip werd gecommandeerd door Jan Witboon en bood plaats aan tweehonderd bemanningsleden.

## Verdwijning
Het schip raakte vermist tussen Kaapstad, waar het vertrok op 3 januari 1726, en Batavia. Het had onder meer edelmetalen aan boord ter waarde van 800.000 gulden. Er zijn aanwijzingen, gegeven door leden van de bemanning van het iets later verongelukte schip Zeewijk, dat de Aagtekerke op de klippen was gelopen bij de Houtman Abrolhos voor de westkust van Australië, omdat zij restanten vonden van een Nederlands schip dat daar niet lang tevoren verongelukt was.
Aagtekerke · Akerendam · Amsterdam · Arnhem · Batavia · Bleijenburg · Concordia · De Dry Heuvels · De Dry Papegaijtiens · Dromedaris · Duyfken · Eendracht · Eendraght · Fortuyn · Geldermalsen · Gouden Buys · Goudriaan · 't Gulden Zeepaert · Halve Maen · Hof van Zeelandt · Hollandia · Landskroon · Leeuwin · Magdalena · Mauritius · Meermin · Midloo · Negotie · Nieuw Hoorn · Nieuwvliet · Nijenburg · Oude Zijpe (1711) · Oude Zijpe (1740) · Prins Willem · Rarop · Ravenstein · Ridderschap van Holland · Saerdam · Schiedam · Valkenbos · Vergulde Draeck · 't Vliegend Hert · Voetboog · Wapen van Amsterdam · 't Wapen van Hoorn · Westerbeek · Wimmenum · Zuytdorp · Zeewijk